# DNS dinâmico

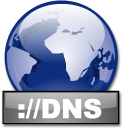
DNS Dinâmico

O DNS dinâmico (DDNS ou Dynamic DNS) é um método para atualização automática de um servidor de nomes no Domain Name System (DNS), em tempo real, com a configuração ativa de DDNS dos nomes de host configurados, endereços ou outras informações. Ele é padronizado pelo RFC 2136.

O termo é utilizado para descrever dois conceitos diferentes. O primeiro é “dynamic DNS updating” que se refere aos sistemas usados para fazer o update no DNS sem edição manual. Estes mecanismos são explicados no RFC 2136 e utilizam o TSIG para tornar o processo seguro. O segundo conceito de DDNS permite tornar mais leves e imediatas as atualizações, frequentemente usando um update client, que não é usado no RFC2136 standard para a atualização dos registos de DNS. Estes clients têm um método de endereçamento continuado para os equipamentos que alteram a sua localização, configuração ou endereço de IP com frequência.